# Mixomelia saccharivora
Mixomelia saccharivora är en fjärilsart som beskrevs av Butler 1889. Mixomelia saccharivora ingår i släktet Mixomelia och familjen nattflyn. Inga underarter finns listade i Catalogue of Life.